# Meriem Beldi
Pour les articles homonymes, voir Beldi.
Meriem Beldi (ar : مريم بلدي), est une interprète et musicienne algérienne de musique arabo-andalouse, née le 20 décembre 1973 à Alger.

## Biographie
Issue d'une famille de mélomanes de musique arabo-andalouse. À six ans accompagnée de sa mère, elle assiste à un concert de musique arabo-andalouse et ce jour-là, il y avait comme chef d'orchestre Farid Bensarsa, son futur maître qui lui apprit les notions de musique à la prestigieuse école de musique andalouse El Mossilia El Djazairia à Alger et dont les maîtres étaient Sid Ahmed Serri et Nassereddine Benmerabet.
Après une courte carrière d'hôtesse de l'air chez Air Algérie, elle a enregistré au total trois albums, le premier intitulé « Y'a Rache el faten » enregistré en 2001, il se compose de deux parties « Inkilabet Zidane » (y'a racha faten  et y'a bahi djemel) avec un style constantinois, le second intitulé Nouba H'ssine sous la direction de Nassereddine Benmerabet, enregistré en 2002 dans le prestigieux studio de Bouabdelah Zerouki[réf. nécessaire].
Après neuf ans d'absence qu’elle a consacré à l’éducation de ses enfants, elle revient avec un nouvel et troisième album « Nouba Zidane », enregistré à Paris et sorti en premier à Alger, le 27 décembre 2014.[réf. nécessaire]
Elle a participé en tant que chanteuse à plusieurs concerts en Algérie et à l'étranger, dont deux en 1998 à l’Exposition Universelle de Lisbonne au Portugal et en 2003 lors de l'Année de l'Algérie en France.[réf. nécessaire]

### Vie privée
Elle vit actuellement à Paris depuis 2004 et elle a deux enfants.[réf. nécessaire]

## Discographie
- 2001 : Y'a Rache el faten
- 2002 : Nouba Hassine
- 2014 : Nouba Zidane